# Carpomon
Carpomon is een geslacht van kreeftachtigen uit de klasse van de Malacostraca (hogere kreeftachtigen).

## Soorten
- Carpomon pomulum S. H. Tan & Ng, 1998